# 大平諾湖

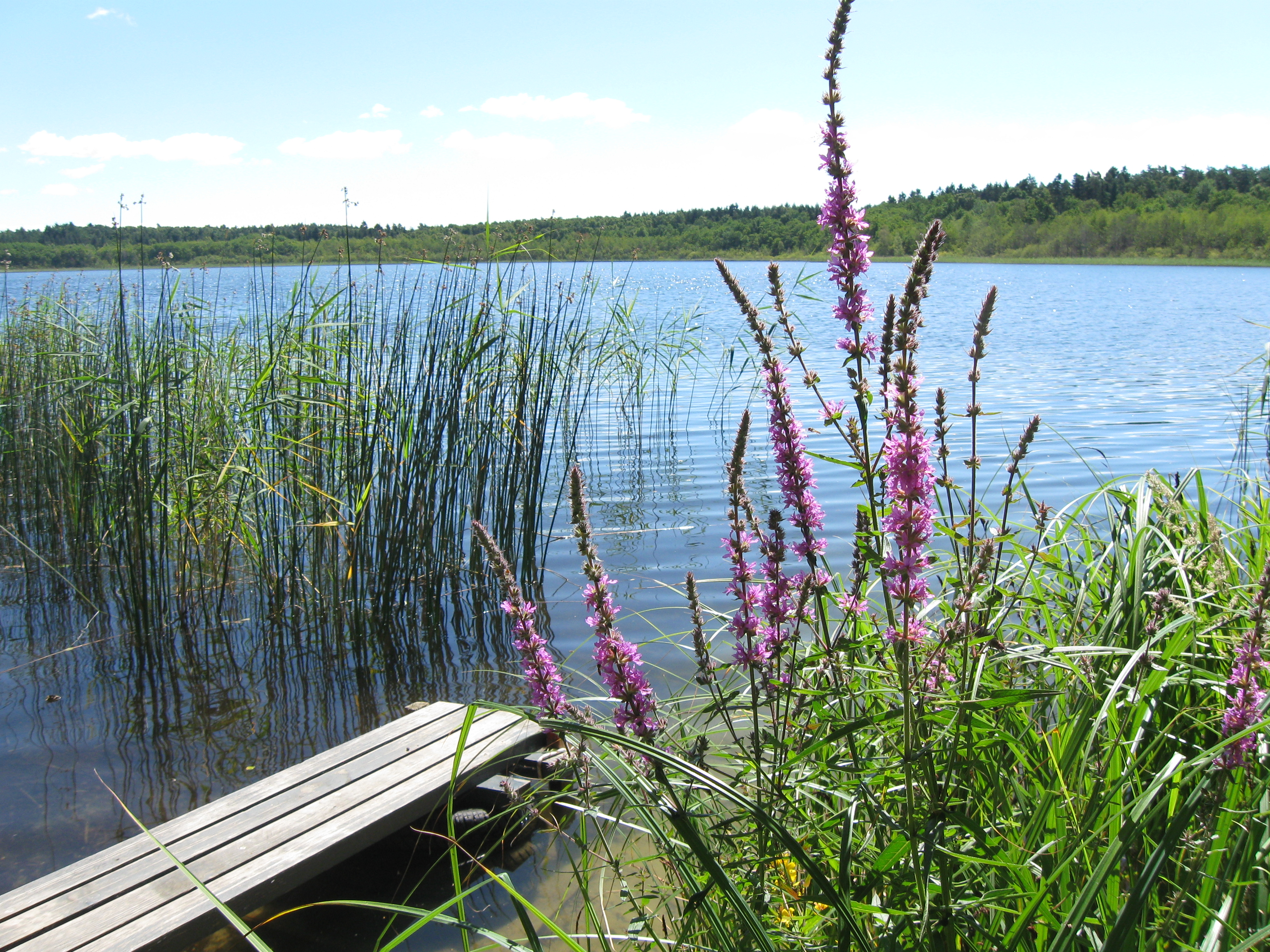

53°54′32″N 13°48′40″E / 53.90889°N 13.81111°E
大平諾湖（德語：Großer Pinnower See），是德國的湖泊，位於該國東北部，由梅克倫堡-前波美拉尼亞州負責管轄，處於前波美拉尼亞-格賴夫斯瓦爾德縣，長1.3公里、寬0.7公里，面積0.64平方公里，海拔高度10米，平均水深5.4米，最大水深15.2米，水體容量350萬立方米。